# أندي روجرز
أندي روجرز (بالإنجليزية: Andy Rogers)‏ من مواليد (1 ديسمبر 1956 ولد في المملكة المتحدة ) هو لاعب كرة قدم بريطاني في مركز الوسط. لعب مع نادي بليموث أرجايل ونادي بيتربورو يونايتد ونادي ريدنغ ونادي ساوثهامبتون ونادي ساوثيند يونايتد.

## وصلات خارجية
- أندي روجرز على موقع قاعدة بيانات كرة القدم.إي يو (الإنجليزية)